# Edith Niederfriniger
Edith Niederfriniger (Merano, 6 de febrero de 1971) es una deportista italiana que compitió en triatlón. Ganó una medalla en el Campeonato Mundial de Triatlón de Larga Distancia de 2006, y cuatro medallas en el Campeonato Europeo de Triatlón de Larga Distancia entre los años 2003 y 2010.

## Palmarés internacional
| Campeonato Mundial | Campeonato Mundial      | Campeonato Mundial | Campeonato Mundial |
| Año                | Lugar                   | Medalla            | Prueba             |
| ------------------ | ----------------------- | ------------------ | ------------------ |
| 2006               | Canberra (Australia)    | Medalla de plata   | Individual         |
| Campeonato Europeo |                         |                    |                    |
| Año                | Lugar                   | Medalla            | Prueba             |
| 2003               | Fredericia (Dinamarca)  | Medalla de oro     | Individual         |
| 2006               | Almere (Países Bajos)   | Medalla de bronce  | Individual         |
| 2009               | Praga (República Checa) | Medalla de plata   | Individual         |
| 2010               | Vitoria (España)        | Medalla de bronce  | Individual         |